# Onsbjerg
Onsbjerg is een plaats in de Deense regio Midden-Jutland, gemeente Samsø. De plaats telt 252 inwoners (2008).